# حركة النهضة (تونس)
حركة النهضة (حركة الاتجاه الإسلامي سابقاً) هي الحركة التاريخية التي مثلت تيار الإسلام السياسي في تونس، ولكنها فصلت الدعوي عن السياسي في 2016 وتحولت لحركة مدنية، توصف بأنها الحركة الإسلامية الأكثر تطورًا في الفكر السياسى في المنطقة، تتبع الحركة منهجا قريبا من منهج حزب العدالة والتنمية التركي. وقد أعلنت الحركة بعد الثورة التونسية 2011 التزامها بالديمقراطية القائمة على تداول السلطة واحترام حقوق الإنسان ومنح المرأة حقوقا واسعة. تأسست عام 1972 خلال فترة الصحوة الإسلامية وأعلنت رسميا عن نفسها في 6 يونيو 1981.

لم يُعترف بالحركة كحزب سياسي في تونس إلا في 1 مارس 2011 من قبل حكومة محمد الغنوشي الثانية بعد مغادرة الرئيس زين العابدين بن علي البلاد على إثر اندلاع الثورة التونسية في 17 ديسمبر 2010. وتُعد حركة النهضة في الوقت الحاضر من بين أهم الأحزاب السياسية في تونس.

فازت حركة النهضة بانتخابات 23 أكتوبر 2011، أول انتخابات ديمقراطية في البلاد، ومارست الحكم عبر تحالف الترويكا مع حزبين آخرين، ضمن حكومة حمادي الجبالي وحكومة علي العريض القياديين فيها، وذلك حتى 2014. في انتخابات 26 أكتوبر 2014، حلت في المرتبة الثانية وشاركت في حكومة الحبيب الصيد ضمن تحالف رباعي، ولكنها لم ترشح أحدًا من صفوفها في الانتخابات الرئاسية التونسية 2014.
في 2018، اتهم محامون وسياسيون النهضة بتشكيل منظمة سرية اخترقت قوات الأمن والقضاء. كما زعموا أن الحزب كان وراء اغتيال شكري بلعيد ومحمد براهمي عام 2013، وهما زعيمان سياسيان تقدميان من تحالف الجبهة الشعبية الانتخابي اليساري. ونفى حزب النهضة الاتهامات واتهم الجبهة الشعبية بقذف وتشويه حركة النهضة. وقالت إن الجبهة الشعبية تستغل قضيتي الاغتيال وتتذرع بالدماء للوصول إلى الحكومة بعد أن فشلت في ذلك بالوسائل الديمقراطية.

## التاريخ

### البدايات والصعود
ترجع بدايات الحركة إلى سنة 1969 بالتقاء كل من راشد الغنوشي وعبد الفتاح مورو وأحميدة النيفر، ونظم بعد ذلك أول لقاء تنظيمي للحركة في أبريل 1972 عندما أصبحت تسمى «الجماعة الإسلامية» وعرف اللقاء «باجتماع الأربعين» الذي نظم في مدينة مرناق في ضواحي تونس العاصمة وتحديدا في منزل الشيخ عبد القادر سلامة، وذلك بمشاركة آخرين في التأسيس منهم صالح بن عبد الله والمنصف بن سالم وصالح كركر وحبيب المكني. اقتصر نشاط الجماعة في البداية على الجانب الفكري والدعوي من خلال إقامة حلقات في المساجد ومن خلال الانخراط بجمعيات المحافظة على القرآن الكريم. لقي نشاط الجماعة في الأول ترحيبا ضمنيا من طرف الحزب الاشتراكي الدستوري (الحزب الواحد آنذاك)، الذي رأى في الحركة الإسلامية سندا في مواجهة اليسار المهيمن وقتئذٍ على المعارضة. بدأ النشاط الطلابي للحركة في 1971، وفي نفس السنة، أسس الشيخ عبد القادر سلامة مجلة المعرفة، التي بدأت في 1972 بنشر أفكار الجماعة بطريقة غير مباشرة، وذلك حتى 1974 عندما سمح لهم بالنشر بها وأصبحت المنبر الفعلي لأفكار الحركة. في 20 مارس 1972، نظمت الجماعة عملا دعويا في الجامع الكبير بسوسة ومحيطه، فألقي عليهم القبض وفي مقدمتهم الغنوشي ومورو، حتى إطلاق سراحهم بعد تدخل وزير العدل محمد بن للونة الذي اتصل بشقيقه أحمد بن للونة الذي كان والي سوسة آنذاك. بين 1977 و1979، خرجت من الحركة مجموعة من اليسار الإسلامي أو الإسلاميون التقدميون الذين لم يكونوا يتفقون مع أفكار الحركة، وأبرزهم أحميدة النيفر وصلاح الدين الجورشي. بين 11 و13 أغسطس 1979، أقيم بشكل سري المؤتمر الأول المؤسس للجماعة الإسلامية في منوبة بحضور 60 شخص وجرت فيه المصادقة على قانونها الأساسي الذي انبنت على أساسه هيكلة التنظيم.

### صدامات الثمانينات

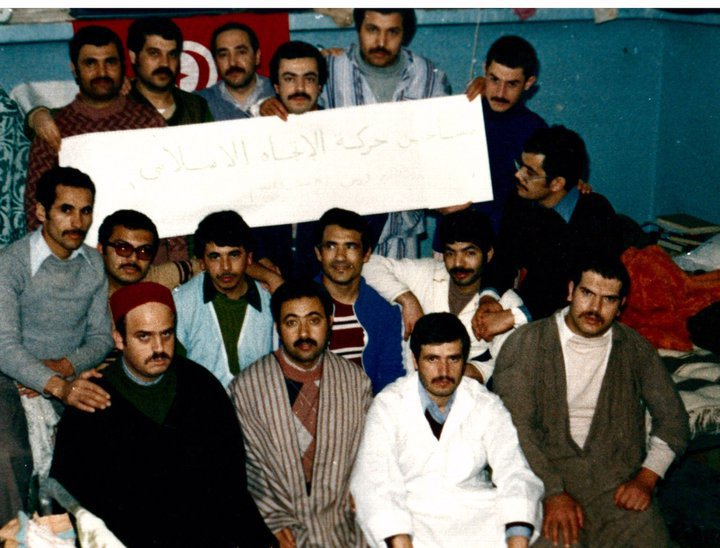
أعضاء حركة الاتجاه الإسلامي في السجن بعد إلقاء القبض عليهم في صيف 1981.

في 5 ديسمبر 1980، تمكنت قوات الأمن من كشف التنظيم السري للجماعة، وذلك بالقبض على كل من صالح كركر وبن عيسى الدمني اللذان كان بحوزتهما جميع الوثائق المتعلقة بالجماعة الإسلامية. أقامت الجماعة مؤتمرها الثاني (بشكل سري أيضا) في مدينة سوسة يومي 9 و10 أبريل 1981 في نفس الفترة الذي عقد فيها الحزب الاشتراكي الدستوري مؤتمره الاستثنائي الذي أعلن فيه الرئيس الحبيب بورقيبة أنه لا يرى مانعا في وجود أحزاب أخرى إلى جانب الحزب الحاكم. أقر المؤتمر الثاني للحركة ضرورة اللجوء إلى العمل العلني كما أقر تغيير الاسم ليصبح «حركة الاتجاه الإسلامي» وهو الاسم الذي كان يشار به إلى الجماعة في صحيفة الرأي لرئيسها حسيب بن عمار. تقرر عن هذا المؤتمر تحديد المنهج الفكري للحركة وتثبيت مؤسساتها الهيكلية والتنظيمية ومبدأ الابتعاد عن العنف، إلى جانب الانفتاح على المعارضة وجميع شرائح المجتمع وأخيرا طلب التأشيرة القانونية. تم الإعلان عن الحركة بصفة علنية في 6 يونيو 1981 أثناء مؤتمر صحفي عقده الغنوشي وعبد الفتاح مورو وزاهر المحجوب وبن عيسى الدمني والحبيب المكني. تقدمّت الحركة في اليوم نفسه بطلب للحصول على اعتماد رسمي دون أن تتلقى أي رد من السلطات. في 18 يوليو 1981 ألقت السلطات القبض على 107 من قيادات الحركة ليقدموا في شهر سبتمبر للمحاكمة بتهم: الانتماء إلى جمعية غير مرخص لها، النيل من كرامة رئيس الجمهورية، نشر أنباء كاذبة، توزيع منشورات معادية. صدرت الأحكام في 4 سبتمبر بعد مرافعة دامت 24 ساعة متتالية بحضور 78 محاميا من بينهم كبار المحامين في تونس منهم الوزيرين السابقين محمد شقرون ومحمد بن للونة وكذلك عبد الرحمان الهيلة وبلقاسم خميس وعبد الرحمان الهاني. حكم على راشد الغنوشي وصالح كركر بالسجن 11 عاما، وب10 سنوات سجنا لعبد الفتاح مورو، البقية واجهوا أحكاما مختلفة، وأفرج عن 7 من بينهم صلاح الدين الجورشي. بين 1981 و1984 تم تنظيم 25 محاكمة لقيادات النهضة على مستوى الجمهورية. أفرج عن عبد الفتاح مورو في أغسطس 1983 لأسباب صحية بوساطة من الوزير الأول محمد مزالي وإدريس قيقة وحمودة بن سلامة والمصري توفيق الشاوي، وبقي رهن الإقامة الجبرية لمدة سنة. في 1984، أجرى الوزير الأول محمد مزالي مفاوضات ومحادثات لإنهاء أزمة الإسلاميين، والتقى بعبد الفتاح مورو، وأتفقا بأن ترسل الحركة رسالة للرئيس الحبيب بورقيبة توضح فيها مبادئها. أجرى مورو الذي كان قيد الإقامة الجبرية تشاورات مع حمادي الجبالي الذي كان يعمل في السرية، وفي نفس الوقت كان يأخذ أراء راشد الغنوشي ومجموعته في السجن والآخرين الذين في المهجر، حتى حصل توافق في صفوف القيادة حول إرسالة الرسالة باسم الحركة، وكان ذلك في 3 يوليو 1984. في 3 أغسطس 1984، أصدر الرئيس الحبيب بورقيبة قرار بالإفراج عن كل معتقلي الاتجاه الإسلامي. سارعت الحركة بعقد مؤتمرها الثالث في 25 و26 أغسطس 1984 في مدينة سليمان بحضور 70 شخصا، وجددت فيها القيادة، إضافة إلى تمكين وجود الحركة على المستوى الدعوي والثقافي والاجتماعي. شهد عام 1985 تحسنا في علاقة الحركة بالحكومة التي سمحت بإنشاء الاتحاد العام التونسي للطلبة المقرب منها، وفي أكتوبر استقبل محمد مزالي الغنوشي والجبالي ومورو بعد القصف الإسرائيلي لحمّام الشط. لجأ عبد الفتاح مورو إلى فرنسا حيث التقى بالرئيس فرنسوا ميتيران في لقاء خاص، وبعدها بأيام سافر إلى ألمانيا والتقى كذلك بمستشار ألمانيا هلموت شميت وفي كلا اللقائين عبر الرئيسان أنهما لا يستطيعان تجاوز القضاء لمنح اللجوء السياسي لمورو، ثم أخيرا سافر إلى السعودية في يونيو 1986 حيث حصل على الإقامة وجواز سفر سعودي. في 6 يوليو 1986، كشف عن التنظيم السري للحركة وكل أدبياتها وهياكلها وهو الأكبر في تاريخ الحركة. بعدها بيومين في 8 يوليو، أقيل محمد مزالي من رئاسة الوزراء وعوض برشيد صفر، وبدت بوادر الصدام مع السلطة ثانية. في ديسمبر 1986، نظمت الحركة مؤتمرها الرابع في المنزه، وسمي مؤتمر المضامين الذي بلورت فيه رؤيتها الفكرية الجديدة. في مارس 1987 ألقي القبض على الغنوشي في حين اتهمت الحكومة التونسية إيران بتمويل الحركة. شهدت الصدامات أوجها سنة 1987 مع الحكم في سبتمبر من نفس السنة على الغنوشي بالأشغال الشاقة مدى الحياة واتهام الحكومة للحركة بالتورط في التفجيرات التي استهدفت 4 نزل في سوسة والمنستير والتي خلفت 13 جريحا، بينما تعتبر الحركة أن هذه الاتهامات الموجهة لها مفبركة. ألقي القبض على 000 8 من أعضاء الحركة وقتل أكثر من 10 من أعضائها تحت التعذيب. بدأت سلسلة محاكمات جديدة لأعضاء الاتجاه الإسلامي في 27 أغسطس 1987، وأحيل 90 شخصا من بين الآلاف المعتقلين إلى محكمة أمن الدولة، وحضرها عدة محامون وقضاة أجانب من بينهم المصري أحمد سيف الإسلام. كانت ستصدر أحكام إعدام في حق قيادات الحركة في محكمة أمن الدولة، قبل أن يتدخل عبد الفتاح مورو الذي كان في السعودية لدى الشيخ عبد العزيز بن باز، الذي حاور ولي العهد آنذاك عبد الله بن عبد العزيز آل سعود الذي اتصل بدوره بالرئيس الحبيب بورقيبة ثم بالوزير الأول رشيد صفر الذي أكد عدم صدور أحكام إعدام في المعتقلين. صدرت الأحكام في 27 سبتمبر 1987، حكم على إثنين من الحاضرين بالإعدام، وحكم على 6 آخرين بالإعدام وهم في حالة فرار ومن بينهم حمادي الجبالي وعلي العريض وصالح كركر، بينما حكم على الغنوشي وآخرين بالمؤبد.

### حكم زين العابدين بن علي وما بعد سقوطه

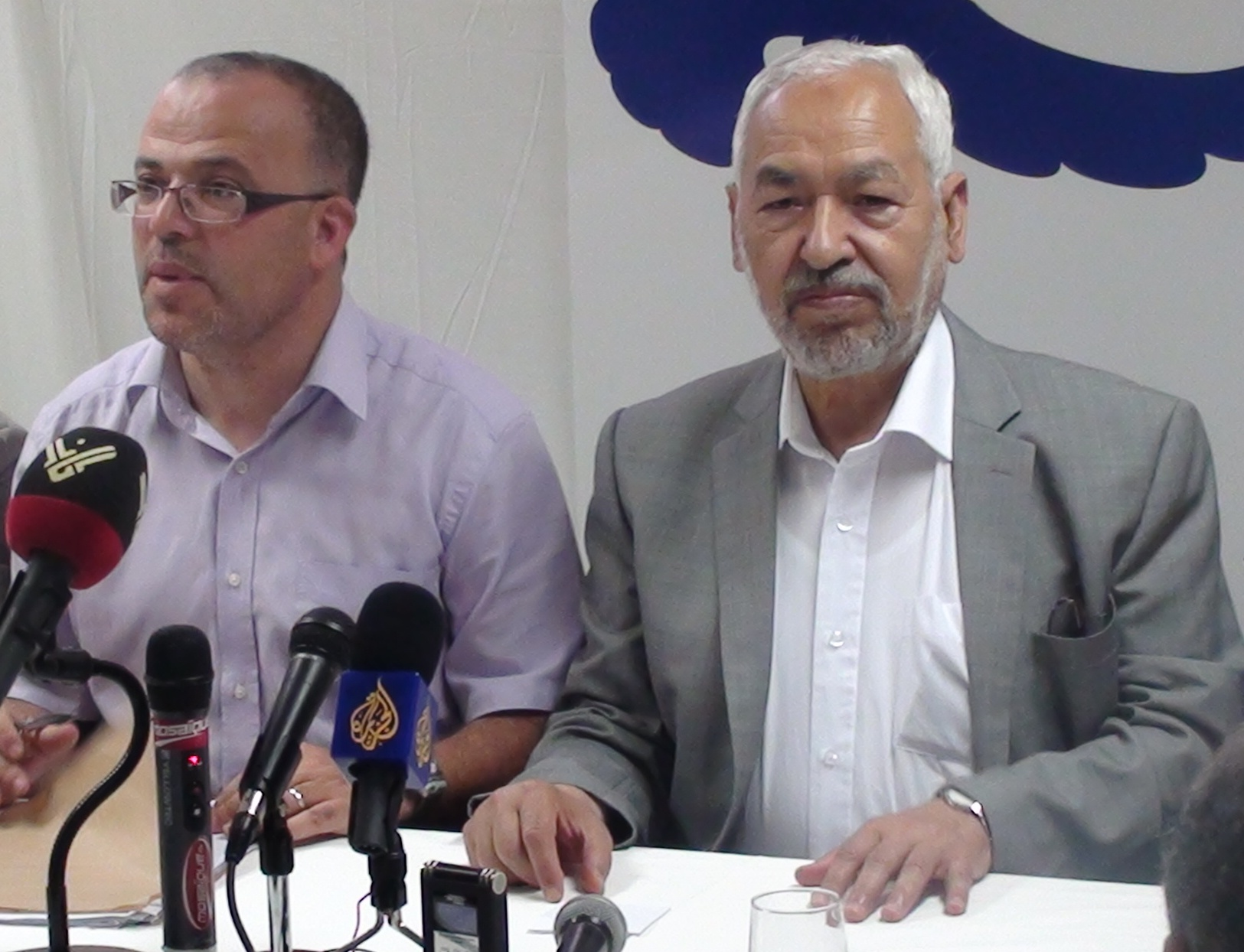
الشيخ راشد الغنوشي (يمين) وسمير ديلو (يسار) في ندوة صحفية.

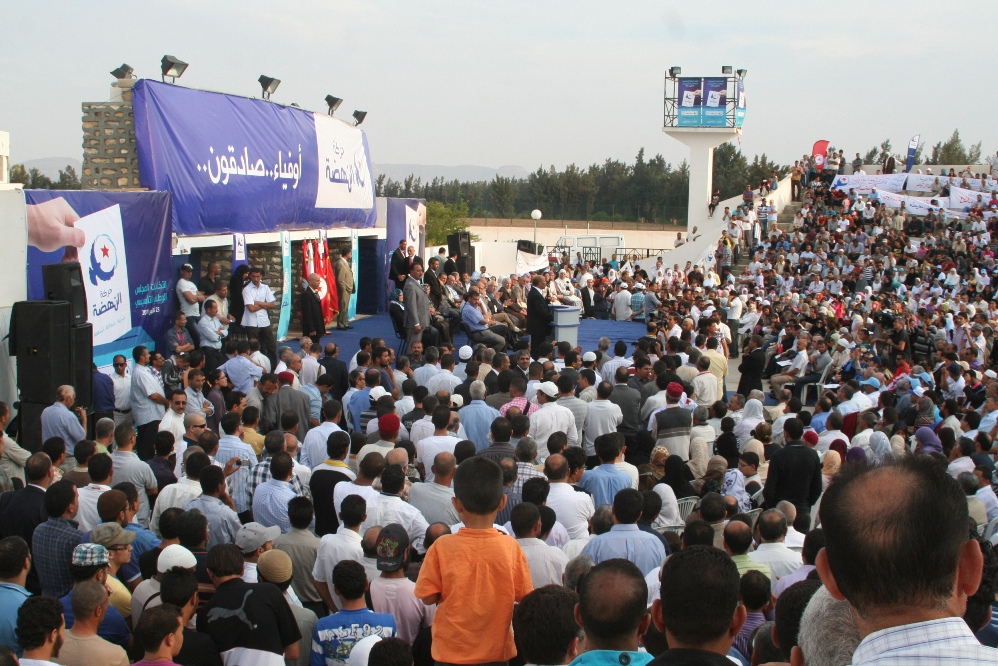
الحملة الإنتخابية في 2011 في سيدي بوزيد مهد الثورة التونسية.

قام زين العابدين بن علي الوزير الأول آنذاك بانقلاب 7 نوفمبر 1987 الأبيض على الرئيس الحبيب بورقيبة، ورحبت الحركة بهذا التغيير، فأفرج عن كل معتقليها الذين كانوا في السجون وعفي عنهم، فيما وعد بن علي بعهد ديمقراطي جديد وتعددية سياسية واسعة. من جهة أخرى، ألقي القبض في 16 نوفمبر من نفس السنة على 73 من أنصار الحركة من بينهم جنود من الأمن الوطني والحرس الوطني تسربوا داخل القوات الأمنية، فيما قال عبد الفتاح مورو أن الحارس الشخصي للرئيس زين العابدين بن علي كان ينتمي لحركة الاتجاه الإسلامي. في 14 مايو 1988، أفرج عن راشد الغنوشي وبقية القيادات، وفي 6 نوفمبر، التقى الغنوشي ببن علي الذي أكد له أن الاعتراف بالحركة سيكون في أقرب وقت، فيما ساد خطاب الطمأنة بين الرجلين. في 7 نوفمبر 1988 كانت الحركة من الموقعين على وثيقة الميثاق الوطني التي دعى إليها الرئيس بن علي كقاعدة لتنظيم العمل السياسي في البلاد. في فبراير 1989 غيرت الحركة اسمها إلى «حركة النهضة» للتقيد بقانون الأحزاب الذي يمنع «إقامة أحزاب على أساس ديني» إلا أن طلبها بالترخيص جوبه بالرفض من طرف السلطة. شاركت الحركة في الانتخابات التشريعية في الانتخابات التشريعية في 2 أبريل 1989 تحت لوائح مستقلة متحصلة (حسب النتائج المعلنة) على حوالي 13% من الأصوات، بينما تدعي الحركة أنها فازت بأكثر من 40% من الأصوات. في 28 مايو 1989 غادر راشد الغنوشي البلاد في اتجاه الجزائر بطريقة شرعية، فيما قامت الحركة بعملية تسفير عدة قيادات إلى الجزائر بطريقة سرية، وقد تولى الصادق شورو رئاسة المكتب السياسي للحركة منذ أبريل 1988. بداية من سنة 1990، إصطدمت الحركة بعنف مع السلطة، وقد بلغت المواجهة أوجها أثناء أزمة حرب الخليج، فيما قامت السلطة بإيقاف جريدة الفجر التابعة للحركة في ديسمبر 1990، وسحبت رخصة الاتحاد العام التونسي للطلبة في مارس 1991. تورطت حركة النهضة في الاعتداء على فرع التجمع الدستوري الديمقراطي في باب السويقة في 17 فبراير 1991، وقد اعترفت الحركة في فبراير 2011 بمسؤوليتها عن أحداث باب سويقة معتبرة أنها «أخطاء فردية» من قبل بعض شباب الحركة الذين كانوا يعانون من القمع وفي ظل غياب قيادات الحركة سواء بالنفي أو بالسجن. في مايو 1991 أعلنت الحكومة إبطال مؤامرة لقلب نظام الحكم واغتيال الرئيس بن علي واتهمت فيها حركة النهضة بأنها تخطط لاسقاط طائرة بن علي بواسطة صاروخ ستينغر جلب من أفغانستان، وشنت قوات الأمن حملة شديدة على أعضاء الحركة ومؤيديها وقد بلغ عدد الموقوفين 8000 شخص. في أغسطس 1992 أصدرت المحكمة العسكرية أحكامها على 256 قياديا وعضوا في الحركة بأحكام وصلت إلى السجن مدى الحياة وأعدم آخرون، وبلغ مجموع المقتولين من الحركة تحت التعذيب حوالي 60 شخصا. واصلت السلطة في السنوات التالية ملاحقتها للمنتمين للحركة وسط انتقادات واسعة من جمعيات حقوق الإنسان. رغم الإفراج عن بعض عناصرها المسجونين بقيت نشاطات الحركة محظورة بشكل كلي في تونس واقتصر نشاطها المعروف على أوروبا وأمريكا الشمالية في أوساط التونسيين في الخارج حتى سقط حكم بن علي. ترأس الحركة منذ 1991 الشيخ راشد الغنوشي الذي رجع من المنفى في لندن وينوبه عبد الفتاح مورو.

### الثورة وحتى الانتخابات
واكبت حركة النهضة الثورة التونسية، جزء كبير من قيادييها إما كانوا في الخارج في المنفى أو في السجون، مع عدد قليل كان حرا ولكن تحت المراقبة. القياديين الذين كانوا في الخارج مثل راشد الغنوشي ولطفي زيتون ورفيق عبد السلام وحسين الجزيري وصالح كركر وغيرهم واصلوا دعم المتظاهرين كما فعلوا قبل الاحتجاجات، ونظموا عدة وقفات ومسيرات في إطار جمعياتي. من جهة أخرى كان عدد كبير من قياديي الحركة في تونس في السجن ولم يتسنى لهم المشاركة في الثورة، سوى بعضهم في الأيام القليلة الأخيرة عندما تمتعوا بالعفو التشريعي العام. 

قياديون آخرون كانوا خارج السجن وشاركوا في الثورة ومسيراتها وهم أساسا من المحامين، ومنهم عبد الفتاح مورو وسمير ديلو ونور الدين البحيري وحمادي الجبالي وعلي العريض.

بعد الثورة، بدأت الحركة في لم شملها وتنظيم مكوناتها، وتقدمت بطلب ترخيص حزب لدى وزارة الداخلية، وتحصلت عليه في 1 مارس 2011. شاركت الحركة في الهيئة العليا لتحقيق أهداف الثورة والإصلاح السياسي والانتقال الديمقراطي بثلاثة أعضاء وهم نور الدين البحيري والصحبي عتيق وفريدة العبيدي، بالإضافة إلى سمير ديلو الذي عين بصفته رئيس الجمعية الدولية لمساندة المساجين السياسيين ورياض بالطيب كممثل عن إحدى منظمات المهاجرين. في نفس الوقت بدأت الحركة بتكوين مكاتبها الجهوية والمحلية، وبدأت بعقد اجتماعات في جميع نواحي البلاد. في هذه الفترة بين الثورة وأول انتخابات، شاركت النهضة في العديد من الندوات السياسية والاجتماعات التي تعقد في تونس، سواء أكانت ذات طابع محلي أو دولي.

### انتخابات 2011
إثر الإعلان عن نتائج انتخابات المجلس الوطني التأسيسي التونسي، فازت حركة النهضة ب89 مقعدا من أصل 217 أي حوالي 42% من المقاعد، ودخلت في ائتلاف حاكم مع حزب المؤتمر من أجل الجمهورية وحزب التكتل الديمقراطي من أجل العمل والحريات وأطلق عليه الترويكا.

انضم لاحقا نائب أخر لكتلة حركة النهضة في المجلس التأسيسي، وأصبحت حركة النهضة الحزب الوحيد في المجلس التأسيسي الذي لم ينشق عنه أي عضو، أو لم يتم حله أو اندماجه لحزب أخر. 

تحصلت حركة النهضة على المركز الأول في كل الدوائر الانتخابية داخليا وخارجيا، إلا في دائرة سيدي بوزيد الانتخابية فقد جائت خلف العريضة الشعبية في المركز الثاني.

### تجربة الحكم بين 2011 و2014
امتدت فترة حكم حركة النهضة بين 22 نوفمبر 2011 تاريخ افتتاح أعمال المجلس التأسيسي، و2 ديسمبر 2014 تاريخ نهاية أعمال المجلس التأسيسي وافتتاح أعمال مجلس نواب الشعب، بينما انتهت أعمال آخر حكومة للنهضة في 29 يناير 2014. 

بعد فوزها فانتخابات المجلس الوطني التأسيسي التونسي 2011 في 23 أكتوبر 2011، كونت حركة النهضة تحالف الترويكا مع المؤتمر من أجل الجمهورية والتكتل الديمقراطي من أجل العمل والحريات، ورشحت حركة النهضة أمينها العام حمادي الجبالي لمنصب رئيس الحكومة التونسية، وقام بتكليفه الرئيس الجديد المنصف المرزوقي بتكوين حكومته التي صادق عليها المجلس التأسيسي في 24 ديسمبر 2011 وهو نفس اليوم الذي بدأ فيه الجبالي الحكم. كانت حكومة حمادي الجبالي تتكون من 30 وزيرا و11 كاتب دولة، كان نصيب النهضة فيها 16 وزيرا وكاتب دولة واحد، بينما كان للمؤتمر 4 وزراء وكاتبي دولة، وذهب للتكتل 5 وزراء وكاتبي دولة، والبقية مستقلين. 

واجهت حكومة حمادي الجبالي مهام وتحديات كبيرة تتمثل في تحقيق أهداف الثورة التونسية، ومنها مرافقة وحماية مسار الانتقال الديمقراطي في تونس بالقطع مع الاستبداد والفساد والمحسوبية، إضافة إلى إنعاش الاقتصاد والتنمية، ومكافحة البطالة والحد من الفقر ودعم الاستثمارات، إلى جانب إعادة هيكلة قطاعات الصحة والإدارة والتعليم. 

دخلت البلاد في بداية 2013 في أزمة، بلغت أوجها عند اغتيال المعارض شكري بلعيد، وهو ما أدى إلى استقالة حكومة الجبالي وتعيين وزير الداخلية والقيادي في النهضة علي العريض في منصب رئيس الحكومة الجديد في 13 مارس 2013، وتكونت حكومته من 28 وزيرا و10 كتاب دولة، أغلبهم كانوا أعضاء في حكومة الجبالي، ولكن تم وضع مستقلين على رأس الوزارات السيادية، وكان من نصيب النهضة في هذه الحكومة 9 وزراء وكاتب دولة واحد، بينما ذهب للمؤتمر 3 وزراء، والتكتل 3 وزراء وكاتب دولة واحد. 

واجهت هذه الحكومة نفس طلبات وتحديات حكومة الجبالي، إضافة إلى مكافحة الإرهاب الذي دخل تونس، وعرف خاصة في أحداث جبل الشعانبي. في 25 يوليو 2013، تم اغتيال المعارض والنائب محمد البراهمي، وهو ما أدخل البلاد في أزمة سياسية جديدة، أدت إلى تنظيم الحوار الوطني بين الائتلاف الحاكم والأحزاب المعارضة، وذلك برعاية أربعة منظمات وطنية تونسية. تم الاتفاق في هذا الحوار الوطني على استقالة حكومة علي العريض وتكوين حكومة تكنوقراط جديدة من المستقلين، وأيضا التسريع في التصديق على الدستور الجديد وأعضاء الهيئة العليا المستقلة للانتخابات. 

بعد انتخاب أعضاء الهيئة العليا المستقلة للانتخابات من قبل المجلس التأسيسي في 8 يناير 2014 والتصديق على الدستور في 26 يناير، قدمت حكومة علي العريض استقالتها تبعا لقرارات الحوار الوطني، وتمت المصادقة على حكومة مهدي جمعة المستقلة بالكامل والجديدة. 

لم يبقى منذها للنهضة وحلفاؤها في الترويكا إلا السلطة التشريعية، الذين بقو فيها حتى تسليم السلطة إلى مجلس نواب الشعب الجديد في 2 ديسمبر 2014 وذلك بعد انتخابات 26 أكتوبر 2014.
الانجازات
بالرغم من التحديات الكبيرة التي واجهت الترويكا الحاكمة، والأزمة السياسية التي شهدتها في النهاية، إلا أنه تم تسجيل عدة إنجازات لحكومتي الجبالي والعريض:
- على مستوى البطالة، فقد كانت نسبة البطالة في تونس عند مجيئ الجبالي للحكم 18.9%، وعند تسليم علي العريض للحكم، أصبحت نسبة البطالة 15.2%.[52]
- سياحيا، بلغ العدد الجملي للسياح في آخر 2011، حوالي 4.8 مليون سائح، بينما بلغ في آخر 2012 حوالي 6 ملايين سائح، وفي آخر 2013 حوالي 6.2 مليون سائح.[53]
- نسبة النمو بلغت في 2011 بسبب الأوضاع بعد الثورة حوالي -1.9% (تحت الصفر)، وارتفعت في 2012 إلى 3.9%، ثم في 2013 أصبحت 2.4%.[54]

يضاف إلى هذا إرساء وحماية جزء من أهداف الثورة التونسية المتمثلة في الحرية والديمقراطية، وذلك إلى جانب إقرار دستور تونس 2014 الذي وقع عليه علي العريض إلى جانب المنصف المرزوقي ومصطفى بن جعفر.

### انتخابات 2014

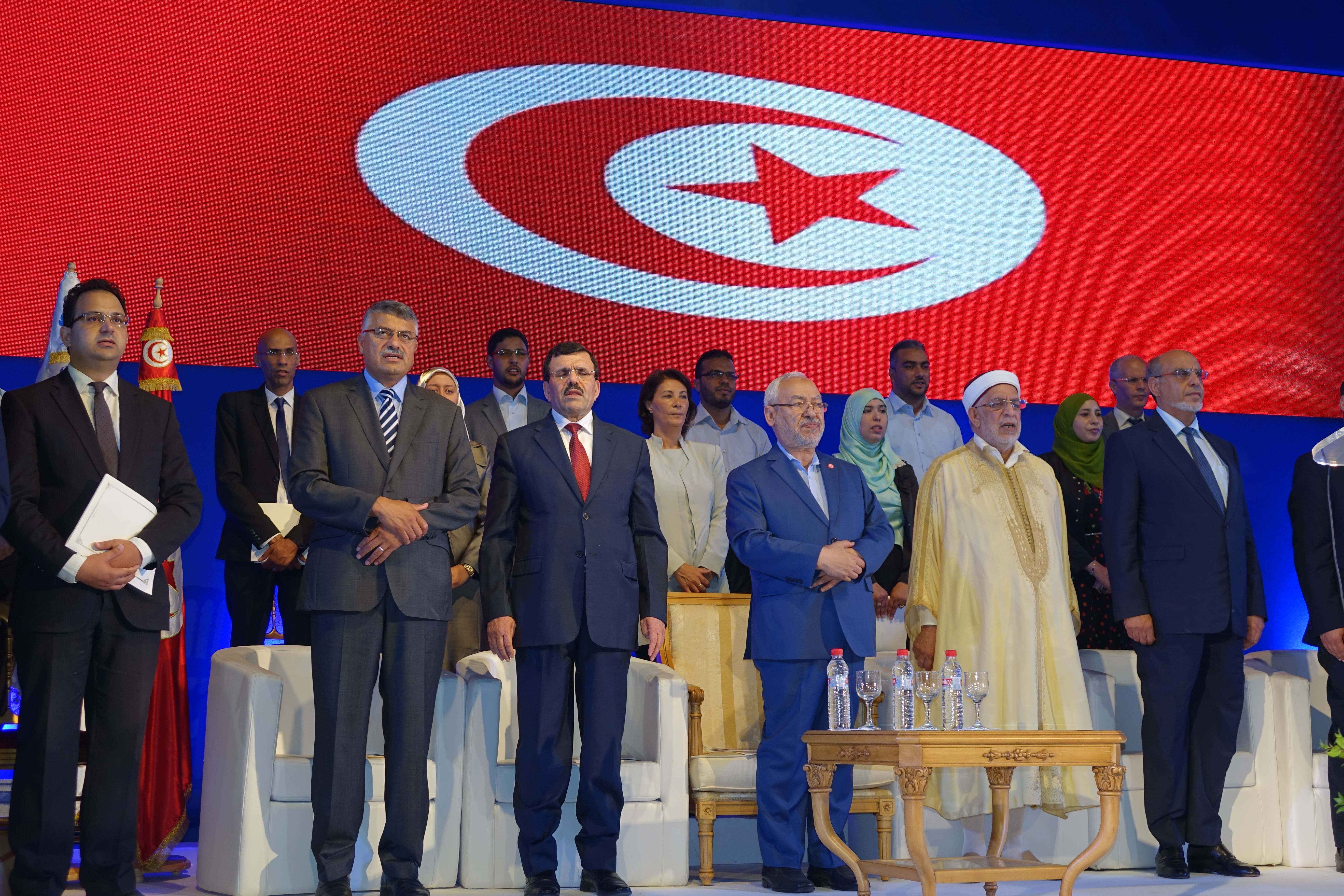
جزء من قيادة الحركة أثناء ندوة حركة النهضة للإعلان عن برنامجها الاقتصادي والاجتماعي للانتخابات التشريعية 2014 وهم من اليمين إلى اليسار: حمادي الجبالي، عبد الفتاح مورو، راشد الغنوشي، علي العريض، فتحي العيادي، زياد العذاري.

في الانتخابات التشريعية التونسية 2014 التي أقيمت في 26 أكتوبر 2014، فازت حركة النهضة بالمرتبة الثانية ب69 مقعد من جملة 217 خلف حزب نداء تونس الذي فاز 85 مقعد وذلك بعيدا خلف بقية الأحزاب. تحصلت النهضة في الدوائر ال33 إما على المرتبة الأولى أو الثانية إلا في دائرة ألمانيا التي كان فيها مقعد واحد ذهب لنداء تونس.

دخلت النهضة بعد ذلك إلى مجلس نواب الشعب أين دخلت في الائتلاف الحاكم وذلك في حكومة الحبيب الصيد المستقل بوزير وثلاثة كتاب دولة. 

لم تشارك النهضة في الانتخابات الرئاسية التونسية 2014، ولم تدعم أي مرشح في الدورة الأولى وكذلك بقيت على الحياد في الدورة الثانية بين المرشحين الإثنين، ولكن ذكرت عدة مصادر أن قواعد حركة النهضة قد صوتت بكثافة للرئيس المنتهية ولايته المنصف المرزوقي في الدورتين، ومع ذلك فاز الباجي قائد السبسي بالرئاسة. 

بعد سنة من الانتخابات، شهد حزب نداء تونس انقساما داخله ما أدى إلى استقالة جزء كبير من نوابه من الحزب ومن الكتلة، وهو ما أدى إلا أن تصبح حركة النهضة أكبر أحزاب مجلس نواب الشعب من حيث النواب.

### أوضاع الحركة العامة منذ الثورة والدبلوماسية الشعبية
منذ ما بعد الثورة التونسية وخاصة بعد فوز الحركة في انتخابات 2011، لاقى الحزب صيتًا عالميًّا بكونه أول حزب ذو توجه إسلامي يحكم تونس وأول بلد قامت به الربيع العربي، لذلك تم عقد عدت ندوات في السنوات التي تلت الانتخابات تدرس تجربة الحكم للنهضة، وجاب قادة الحزب عدة دول من العالم أين قاموا بمحاضرات حول الانتقال الديمقراطي في تونس. غالبا أصبح الحزب يستدعى لعدة مجالس وندوات دولية وكذلك رئيسه راشد الغنوشي، وأيضا تلقى دعوتين رسميتين من الصين والهند لزيارة البلدين ولقاء المسؤولين فيهما في وفد من حركة النهضة وذلك في 2014 و2015. وفي 2016، أستدعيت للحركة لعقد عدة لقاءات رسمية في فرنسا، أحدها مع وزير الخارجية جان مارك أيرولت، وأخرى في الجمعية الوطنية الفرنسية ومجلس الشيوخ الفرنسي. وفي أكتوبر من نفس السنة، التقى الغنوشي مسؤولين من برلمان إيطاليا ووزير الشؤون الخارجية الإيطالية والرئيس الإيطالي السابق جورجو نابوليتانو. 

بعد الثورة التونسية، قام الغنوشي بين 2011 و2016 ب6 زيارات إلى الجزائر، كان في كل مرة يتم استقباله فيها من قبل الرئيس الجزائري عبد العزيز بوتفليقة ورئيس الوزراء عبد المالك سلال ورئيس مجلس الأمة عبد القادر بن صالح. وكانت هذه الزيارات في 21 نوفمبر 2011، ثم في 15 نوفمبر 2013، ثم 24 أغسطس 2014، ثم 29 سبتمبر 2014، ثم 3 يوليو 2015، وأخيرا في 14 مارس 2016. 

بعد الثورة التونسية في 2011 وفي إطار مسار الانتقال الديمقراطي في تونس، قامت حركة النهضة ورئيسها راشد الغنوشي بما يسمى بالدبلوماسية الشعبية لدعم هذا المسار والتعريف بالديمقراطية الناشئة في تونس، وازدادت خاصة في 2016 لحشد الدعم لمؤتمر تونس 2020 الاستثماري. قامت الحركة بعدة زيارات لقطر وتركيا والسعودية والصين وفرنسا وإيطاليا والهند أين تم تنظيم العديد من اللقاء ات والمحاضرات مع الفاعلين السياسيين والاقتصاديين لدعم الاقتصاد التونسي المتمشي مع مسارها الديمقراطي الجديد.

### الانطلاقة الجديدة وسياسة التوافق
بعد نجاح الحوار الوطني والخروج بتونس من أزمة سياسية نحو بر الأمان، تم تكريم تونس في شخص الرباعي الراعي للحوار بجائزة نوبل للسلام. 

انتهجت النهضة هنا خيار التوافق مع مختلف مكونات الساحة السياسية التونسية، فقبلت بعد الانتخابات التشريعية التونسية 2014 أن تحكم مع نداء تونس وتشارك في حكومة الحبيب الصيد، حيث أنه كانت توجد علاقات متوترة بين النهضة ونداء تونس قبل الحوار الوطني. في هذا الصدد، لم يكتفي رئيس الحركة راشد الغنوشي عن الدعوة للتشارك والحوار والتوافق حول مختلف مشاكل البلاد وأهم المواضيع التي تخصها. شارك راشد الغنوشي في مؤتمر حزب نداء تونس وقدم كلمة وهو ما اعتبره كثيرون حدثًا تاريخيًّا في مسار الديمقراطية في البلاد والتوافق والمصالحة. من جهة أخرى، تم دعوة رئيس الجمهورية التونسية الباجي قائد السبسي المؤسس والرئيس السابق لنداء تونس إلى المؤتمر العاشر لحركة النهضة في مايو 2016، وهو ما كان حدثا تاريخيا في مسار الحركة.
المؤتمر العاشر
افتتحت النهضة مؤتمرها العاشر في 20 يونيو 2016 بحضور المئات من الضيوف والآلاف من الأنصار، إضافة إلى رئيس الجمهورية التونسية الباجي قائد السبسي الذي ألقى كلمة بالمناسبة. يعتبر هذا المؤتمر انطلاقة جديدة للحركة خاصة وأنها أقرت فيه بمدأ التخصص في العمل السياسي وترك العمل الدعوي والخيري للمجتمع المدني. وعرفت النهضة نفسها هنا أنها حزب تونسي مدني ديمقراطي ذو مرجعية إسلامية، وقال رئيسها الغنوشي أن مصطلح الإسلام السياسي لم يعد مبرر في تونس وأنه يفضل عبارة مسلمون ديمقراطيون. قامت النهضة في هذا المؤتمر بالتصويت على التقريرين الأدبي والمالي وكذلك على سبعة لوائح وهي لائحة التقييم (ما قبل الثورة وفترة الحكم) واللائحة الفكرية واللائحة الاقتصادية والاجتماعية واللائحة السياسية ولائحة إدارة المشروع المعروفة بالفصل بين الدعوي والسياسي واللائحة الهيكلية ولائحة الأمن ومكافحة الإرهاب، ولاقت موافقة كبيرة من المؤتمرين، إضافة إلى إشادة محلية ودولية في الأوساط الحزبية والسياسية. 

تم تجديد انتخاب راشد الغنوشي لرئاسة الحركة لولاية جديدة.
ما بعد المؤتمر
في 27 أغسطس 2016، صوتت النهضة على منح الثقة لحكومة يوسف الشاهد الجديدة والتي تلي حكومة الحبيب الصيد، وكان من نصيب النهضة في هذه الحكومة الجديدة ثلاثة وزراء وثلاثة كتاب دولة، وهم على التوالي عماد الحمامي وزياد العذاري وأنور معروف بالنسبة للوزراء، وحبيب الدبابي وخليل العميري وسيدة الونيسي بالنسبة لكتاب الدولة. 

في 28 سبتمبر، أعلنت الحركة عن مكتبها السياسي الجديد الأول بعد المؤتمر العاشر، وشهدت تركيبته مفاجئات عديدة، منها عودة قياديين سابقين للنهضة ينتميان لليسار الإسلامي، إلى جانب انضمام عدة شخصيات مستقلة وكفاءات وطنية، واحتواء التركيبة على تمثيلية واسعة للشباب والعنصر النسائي، الشيء الذي اعتبر انفتاحا كبيرا من الحركة.

## التنظيم الهيكلي

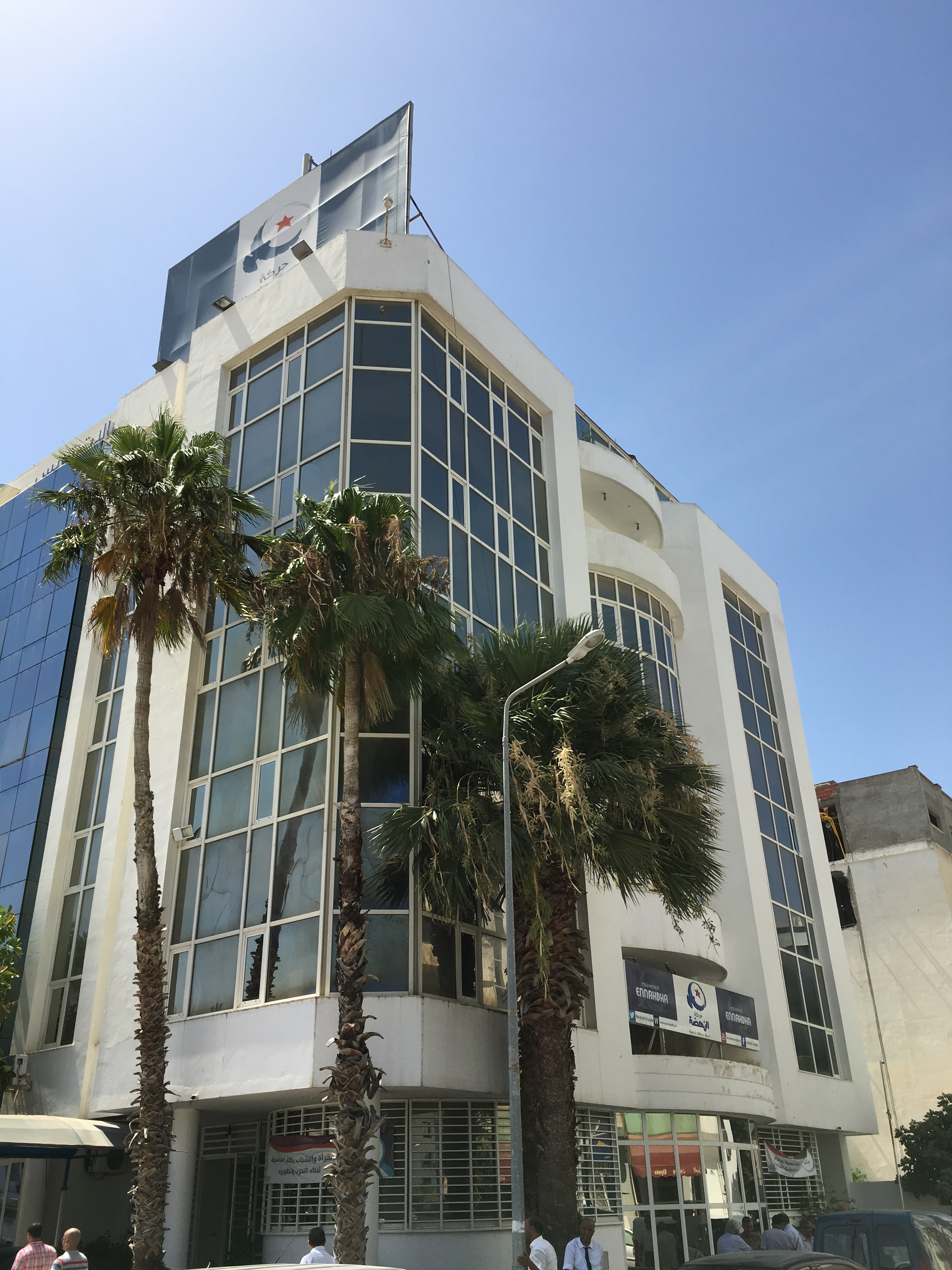
المقر الرسمي للحركة في حي مونبليزير وسط تونس العاصمة.

### المؤتمر العام
يُعد المؤتمر العام هو أعلى سلطة في الحركة ويتكون من نواب عن المنخرطين في الحركة حسب نسب يحددها مجلس الشورى ويضاف إليهم رئيس الحزب ورئيس مجلس الشورى وأعضاء المكتب التنفيذي المتخلين. ينعقد المؤتمر بصفة عادية مرة كل أربع سنوات. 

شهدت حركة النهضة منذ تأسيسها تسعة مؤتمرات، منها ثمانية كانت في السر قبل الثورة التونسية، بينما كان أول مؤتمر علني هو المؤتمر التاسع وهو بعد الثورة.

المؤتمر الأخير والعاشر للحركة تم تنظيمه بين 20 و23 مايو 2016.
| المؤتمر        | التاريخ            | المكان               | ملاحظات                                                                                     |
| -------------- | ------------------ | -------------------- | ------------------------------------------------------------------------------------------- |
| المؤتمر الأول  | 11 - 13 أغسطس 1979 | تونس، منوبة          | التأسيس.                                                                                    |
| المؤتمر الثاني | 9 - 10 أبريل 1981  | تونس، سوسة           | الإعلان السياسي والسعي للتقنين.                                                             |
| المؤتمر الثالث | 25 - 26 أغسطس 1984 | تونس، سليمان         | تجديد القيادة.                                                                              |
| المؤتمر الرابع | ديسمبر 1986        | تونس، المنزه         | الرؤية الفكرية.                                                                             |
| المؤتمر الخامس | مارس 1988          | تونس، صفاقس          | إعادة بناء القيادة.                                                                         |
| المؤتمر السادس | ديسمبر 1995        | سويسرا               | أول مؤتمر في المهجر.                                                                        |
| المؤتمر السابع | أبريل 2001         | هولندا               | إعادة الهيكلة.                                                                              |
| المؤتمر الثامن | مايو 2007          | ؟                    |                                                                                             |
| المؤتمر التاسع | 12 - 14 يوليو 2012 | تونس، الكرم          | أول مؤتمر علني للحركة وجاء عقب الثورة التونسية وبعد فوز الحركة في الانتخابات ووصولها للحكم. |
| المؤتمر العاشر | 20 - 23 مايو 2016  | تونس، رادس والحمامات | التقييم العام للحركة منذ التأسيس وتجربة الحكم، والفصل بين السياسي والدعوي.                  |

### مجلس الشورى
يتكون مجلس الشورى من 150 عضوًا، ينتخب المؤتمر العام الثلثين على أن يتولى هؤلاء اختيار الثلث الآخر في أول دورة للمجلس على أساس تمثيل الكفاءات والجهات والمهجر والشباب والمرأة والكتلة النيابية والفريق الحكومي للحزب. يتولى مجلس الشورى مهام عدة منها تحديد التوجهات العامة والسياسات الكبرى للحركة واختيار مرشحي الحركة لرئاسة الدولة أو رئاسة الحكومة أو رئاسة المجلس التشريعي وتزكية الفريق الحكومي للحزب. ينعقد مجلس الشورى بصفة عادية مرة كل ثلاثة أشهر.
الرئيس الحالي للمجلس هو عبد الكريم الهاروني وذلك منذ 11 يونيو 2016.

#### قائمة رؤساء مجلس الشورى
| 1 |  | أحمد الأحول | 5 |  | محمد شمام     | 9  |  | رضا إدريس (? - 2007)                         |
| 2 |  | فاضل البلدي | 6 |  | الحبيب اللوز  | 10 |  | عبد الرؤوف النجار (2007 - 12 أغسطس 2012)     |
| 3 |  | علي العريّض  | 7 |  | وليد البناني  | 11 |  | فتحي العيادي (12 أغسطس 2012 – 11 يونيو 2016) |
| 4 |  | صالح كركر   | 8 |  | قاسم الفرشيشي | 12 |  | عبد الكريم الهاروني (منذ 11 يونيو 2016)      |

### رئيس الحركة
يتم انتخاب رئيس حركة النهضة بالاقتراع السري المباشر في مؤتمر الحركة الذي يعقد كل أربع سنوات منذ سنة 2012، ولا يحق لأي عضو أن يتولى رئاسة الحزب لأكثر من دورتين متتاليتين. من مهام رئيس الحركة، اقتراح خطط ومناهج الحزب وتنفيذ سياساته وتسيير هياكله التنفيذية إضافة إلى تمثيله داخليا وخارجيا وهذا إلى جانب رئاسته للمكتب التنفيذي.
يشترط في الترشح لرئيس الحزب ألا يقل عمره عن 40 سنة وأن يكون قد مضى على انضمامه للحركة 10 سنوات، وأن يكون قد شغل لمدة 5 سنوات متتالية رئاسة الحركة أو هيئة النظام أو هيئة الرقابة المالية والتدقيق أو عضوية مجلس الشورى أو المكتب التنفيذي أو أنه اشتغل كاتب عام لأحد المكاتب الجهوية. يكون شغور منصب رئاسة الحركة إما للعجز عن أداء المهام أو الاستقالة أو الوفاة، وهنا ينتخب مجلس الشورى رئيسا أخر.

#### قائمة رؤساء الحركة
| الرئيس | الرئيس | الرئيس             | تواريخ العهدة | تواريخ العهدة |
| ------ | ------ | ------------------ | ------------- | ------------- |
| 1      |        | راشد الغنوشي       | أبريل 1972    | ديسمبر 1980   |
| 2      |        | عبد الرؤوف بولعابي | ديسمبر 1980   | أبريل 1981    |
| 3      |        | راشد الغنوشي       | أبريل 1981    | يوليو 1981    |
| 4      |        | فاضل البلدي        | يوليو 1981    | أكتوبر 1981   |
| 5      |        | حمادي الجبالي      | أكتوبر 1981   | أغسطس 1987    |
| 6      |        | صالح كركر          | أغسطس 1987    | أكتوبر 1987   |
| 7      |        | جمال العوي         | أكتوبر 1987   | أبريل 1988    |
| 8      |        | محمد القلوي        | أبريل 1988    | مارس 1991     |

| الرئيس | الرئيس | الرئيس             | تواريخ العهدة | تواريخ العهدة |
| ------ | ------ | ------------------ | ------------- | ------------- |
| 9      |        | الصادق شورو        | مارس 1991     | مارس 1991     |
| 10     |        | محمد العكروت       | مارس 1991     | أبريل 1991    |
| 11     |        | محمد بن سالم       | أبريل 1991    | يوليو 1991    |
| 12     |        | الحبيب اللوز       | يوليو 1991    | أكتوبر 1991   |
| 13     |        | نور الدين العرباوي | أكتوبر 1991   | أكتوبر 1991   |
| 14     |        | وليد البناني       | أكتوبر 1991   | نوفمبر 1991   |
| 15     |        | راشد الغنوشي       | نوفمبر 1991   | الآن          |

### المكتب التنفيذي

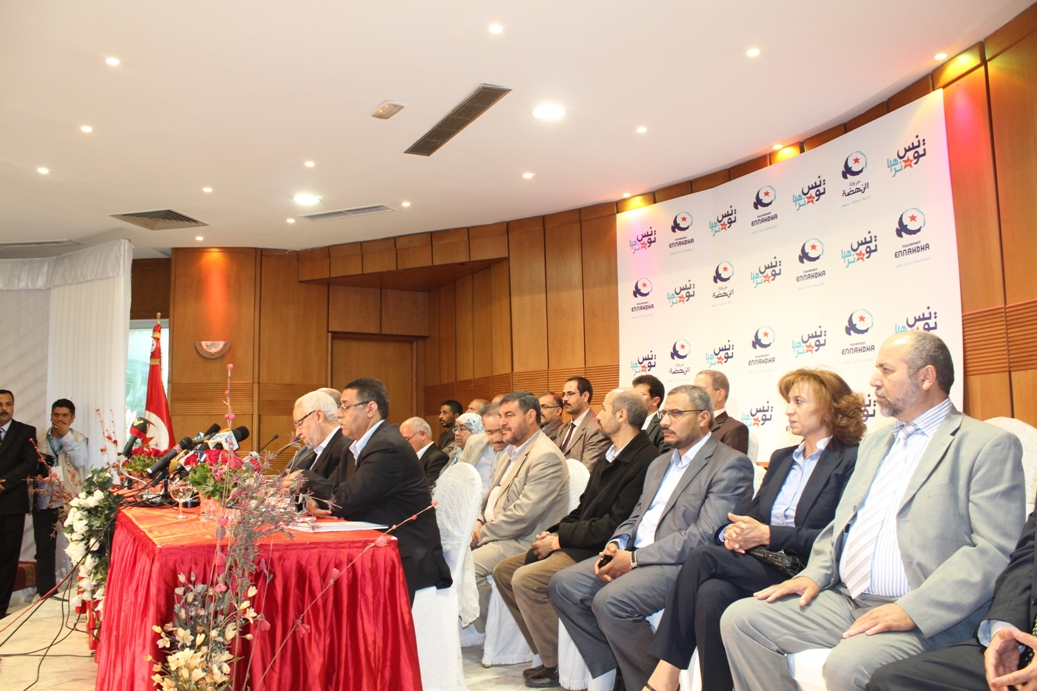
أعضاء المجلس التنفيذي في 2011

يتكون المكتب التنفيذي لحركة النهضة من 30 شخص يقترحهم رئيس الحركة على مجلس الشورى الذين يزكونهم بالأغلبية المطلقة. من شروط الانضمام للمكتب التنفيذي عدم جمع عضوية المكتب ومجلس الشورى. يمكن لمجلس الشورى سحب الثقة من أحد أو من كل أعضاء المكتب التنفيذي.

أعضاء المكتب التنفيذي الحالي لحركة النهضة هم (منذ 22 يوليو 2016):
| - رئيس الحركة: راشد الغنوشي. - النائب الأول لرئيس الحركة وممثله الشخصي: عبد الفتاح مورو. - النائب الثاني لرئيس الحركة مكلف بالتخطيط: علي العريض. - النائب الثالث لرئيس الحركة مكلف بالشؤون البرلمانية ورئيس كتلتها في مجلس نواب الشعب: نور الدين البحيري. - الأمين العام والمكلف بالفريق الحكومي: زياد العذاري. - رئيس المكتب السياسي: نور الدين العرباوي. - مكلف بالإعلام والتواصل: جمال العوي. - مكلف بالحكم المحلي والانتخابات والناطق الرسمي باسم الحركة: عماد الحمامي. - الناطقة الرسمية الثانية باسم الحركة: سيدة الونيسي. - مكلف بالتنمية والاستثمار: رياض بالطيب. - مكلفة بالعدالة الإنتقالية ومقاومة الإرهاب: يمينة الزغلامي. - مكلفة بالمرأة والأسرة: وسيلة الزغلامي. - مكلفة بالعلاقة بالمجتمع المدني: محرزية العبيدي. - مكلف بالثقافة: العجمي الوريمي. - مكلف بالمهجر والتونسيين بالخارج: فخر الدين شليق. - مكلفة بالبيئة والتهيئة العمرانية: أروى بن عباس. - مكلف بالصحة والشؤون الاجتماعية: شكري الزغلامي. | - مكلف بالتربية والتعليم والتكوين المهني: الهادي بن خليفة. - نائب رئيس كتلة الحركة في مجلس نواب الشعب: بدر الدين عبد الكافي. - مكلف بالإطارات والعلاقة بالمنظمات المهنية: محمد محجوب. - مكلف بالهياكل وشؤون العضوية: محمد القلوي. - مكلف بالعلاقة بمجلس الشورى وإعداد الندوة السنوية: رضا إدريس. - مكلف بالتدريب والتأهيل القيادي (أكاديمية الحزب): فتحي العيادي. - مكلفة بالشؤون القانونية: فريدة العبيدي. - عضو: نجم الدين الحمروني. - عضو: رضا السعيدي. - مستشار سياسي: لطفي زيتون.(يحضر دون حق التصويت) - مستشار العلاقات الخارجية ونائب رئيس مكتب العلاقة الخارجية: رفيق عبد السلام.(يحضر دون حق التصويت) - الكتابة العامة للمكتب التنفيذي المتابعة والتنسيق: محسن النويشي.(يحضر دون حق التصويت) - مكلف بالإدارة والمالية: محمد جمعة العوني.(يحضر دون حق التصويت) - مكلف بالتعبئة والتواصل الداخلي: رضا الباروني.(يحضر دون حق التصويت) - مكلف بالعمل الطلابي: محمد الغنودي.(يحضر دون حق التصويت) - مقرر المكتب التنفيذي: كمال الصيد.(يحضر دون حق التصويت) |

### المكتب السياسي
أعلنت الحركة في 28 سبتمبر 2016 عن تركيبة المكتب السياسي الجديد لها بعد المؤتمر العاشر، وشهدت تركيبته الجديدة عودة قياديين سابقين إلى جانب انضمام شخصيات مستقلة لأول مرة في تاريخ الحركة، وهو ما وصفه الغنوشي بكونه «انفتاح للحركة على الكفاءات الوطنية»، وأعضاء المكتب السياسي هم:
- رئيس المكتب السياسي: نور الدين العرباوي.
- أعضاء بالصفة: راشد الغنوشي (رئيس)، عبد الفتاح مورو (نائب أول)، علي العريض (نائب ثاني)، نور الدين البحيري (نائب ثالث ورئيس الكتلة النيابية)، بدر الدين عبد الكافي (نائب رئيس الكتلة البرلمانية)، زياد العذاري (الأمين العام)، جمال العوي (مسؤول الإعلام)، محرزية العبيدي (مسؤولة المجتمع المدني)، محمد الغنودي (مسؤول الطلبة)، لطفي زيتون (مستشار سياسي لرئيس الحركة).
- أعضاء: رفيق عبد السلام، محمد القوماني، حسين الجزيري، بلقاسم حسن، نوفل الجمالي، سعاد الحجي، هالة الحامي، حياة عمري، درة بوشماوي، سناء المرسني، عماد الخميري، أحمد المشرقي، عبد الله الخلفاوي، المنصف السليطي، حمزة حمزة، أحمد قعلول، حسام التعبوري، سيد فرجاني، محمد الصغير اليوسفي، محمد سامي الطريقي، أسامة الصغير، أسامة بن سالم، عبد الفتاح التاغوتي، سليمان شعباني، سليم الهميسي.

### شباب حركة النهضة
منذ تأسيسها، كان للحركة هيكل شبابي، يشرف عليه شخص يتم تعيينه من قبل رئيس الحركة.

في 17 و18 مارس 2018، انعقدت في الحمامات ندوة شبابية بدعوة من رئاسة الحركة، هدفت إلى إعادة هيكلة الهيكل الشبابي. انبثق عن الندوة انتخاب جوهرة التيس كمشرفة عن الشباب، وهي أول مرة ينتخب فيها مشرف الشباب ولا يعين.
شباب حركة النهضة بالخارج
تملك الحركة بصفة عامة مكاتب جهوية يتوزعون على عدة دول خارج تونس، وأساسا في أوروبا. الشباب بدورهم لهم مكاتب جهوية في الدول التي تنشط فيها الحركة. في 29 و30 أبريل 2017، إنعقد المؤتمر الثاني لشباب حركة النهضة بالخارج بحضور 90 مُؤتَمِرًا يمثلون 9 دول أجنبية (النرويج، بريطانيا، ألمانيا، فرنسا، إيطاليا، سويسرا، بلجيكيا، النمسا والسويد)، وانبثق عنه إعادة هيكلة الجسم الشبابي بالخارج وانتخاب وليد بن هدية كمشرف على شباب الحركة بالخارج.

### شباب النهضة بالجامعة
في ندوة التأمت يوم الأربعاء 14 ديسمبر 2011 تم الإعلان رسميا عن إطلاق «شباب النهضة بالجامعة» (شنج) وهي الذراع الطلابي الرسمي لحركة النهضة في الجامعة. ولكن التمثيل الطلابي الرسمي لشباب النهضة لدى الجامعات هو الاتحاد العام التونسي للطلبة والذي يضم عدة اتجاهات أخرى وهو مستقل رسميا. يقود هذا الفصيل منذ تأسيسه هشام العريض وزياد بومخلاء.

كان أول مؤتمر لشباب النهضة بالجامعة في 28 سبتمبر 2013. ثاني مؤتمر افتتح في 16 أكتوبر 2015، واستمر يومي 17 و18 أكتوبر. شعار المؤتمر الثاني كان «من أجل حركة طلابية واعية ومناضلة». حضر حفل الافتتاح عدد كبير من قيادات الحركة، وكذلك وفود طلابية من الجزائر والمغرب والسودان والصين. انبثق عنه انتخاب محمد الغنودي كمسؤول عن شباب الجامعة. المؤتمر الثالث لهذا الفصيل نظم في 27 و28 و29 أكتوبر 2017، وانبثق عنه انتخاب محمد شنيبة ليشرف على الطلبة.

## الحالة المالية
أعلنت حركة النهضة في 29 يناير 2017 إثر انعقاد الدورة الثامنة لمجلس الشورى على ميزانيتها المقترحة في 2017، والتي قدرت ب5 مليون و842 ألف دينار تونسي، وذلك بارتفاع 5.8% مقارنة بميزانية 2016 التي بلغت 5 ملايين و524 ألف دينار تونسي. يذكر أن ميزانية 2017 بلغت في النهاية 5 ملايين و305 ألف دينار. 

في 17 مارس 2018، أعلن رئيس مجلس الشورى عبد الكريم الهاروني أن ميزانية الحركة المقترحة لسنة 2018 بلغت 6 ملايين دينار تونسي (2.5 مليون دولار أمريكي). أما مداخيل الحركة فبلغت 6.056 مليون دينار، 90% من التبرعات (5.5 مليون دينار) و10% من الانخراطات (0.556 مليون دينار). 

أعلنت الحركة في 23 ديسمبر 2018 أن مجلس الشورى وافق على ميزانيتها لسنة 2019، حيث بلغت 6.4 مليون دينار تونسي، بتطور 7% مقارنة بميزانية السنة الفارطة. فيما أضاف رئيس المجلس عبد الكريم الهاروني، أن مجموع الآداء ات التي ستدفعها الحركة هو 962 ألف دينار (منها 429 ألف دينار بعنوان الأداء ات و533 ألف دينار كمصاريف للتغطية الاجتماعية والتأمين على المرض). بالنسبة لمصادر التمويل، فهي تتوزع على الانخراطات ب4% والتبرعات العينية ب5% وأخيرا التبرعات المالية ب91%، مضيفا أنه لا توجد تمويلات خارجية، وأن الهيئة العليا للرقابة الإدارية والمالية تراقب هاته الميزانية.

## موقع النهضة من الحركات الإسلامية
| |  |  |
| راشد الغنوشي مع الرئيس التركي رجب طيب أردوغان (يمين) ورئيس الوزراء التركي أحمد داوود أوغلو (يسار) في 2014. |  |  |

تعتبر حركة النهضة مقربة من حزب العدالة والتنمية، الذي يترأسه رجب طيب أردوغان في تركيا. وتعتبر أيضا ذات توجه يميني في الجانب الاجتماعي، إلى جانب دعم معتدل لليبرالية الاقتصادية. ترفض الحركة أن يكون الإسلام السياسي الراديكالي شكلا من أشكال الحكم في تونس، حيث قال راشد الغنوشي خلال مناظرة مع منافس علماني:

«لماذا نحن أقرب إلى نموذج لا يزال بعيد عن تفكيرنا، مثل طالبان أو النموذج السعودي، في حين يوجد نماذج إسلامية أخرى ناجحة ومتألقة قريبة منا، مثل النموذج التركي، الماليزي أو الأندونيسي، نماذج تجمع بين الإسلام والحداثة.» 

وفي بيانها التأسيسي ذكرت النهضة في الفصل الأول أنها ذات مرجعية إسلامية، وتسعى إلى «النضال من أجل تحقيق وحدة المغرب العربي كخطوة باتجاه تحقيق الوحدة العربية فالوحدة الإسلامية وتحرير فلسطين». 

بعد ظهور تسجيل مصور لزعيم تنظيم القاعدة أيمن الظواهري في 2012 وهو ينتقد النهضة لعدم تطبيقها للشريعة الإسلامية، قال راشد الغنوشي أن القاعدة «كارثة على الإسلام والمسلمين»، ووصف مشروعها بأنه «مشروع هدم لم يأت بخير للإسلام»، وزعيمها الظواهري بأنه «نموذج للتطرف الإسلامي». 

من جهة أخرى، وصف الغنوشي الجماعة المسلحة فجر ليبيا ذات الخلفية الإسلامية في 2015 بأنها «خط الدفاع الأول» الذي يفصل تنظيم الدولة الإسلامية (داعش) عن تونس. بينما وصف حزب الله اللبناني في نفس الوقت بأنه وقف مع الطائفية في سوريا واليمن ومع الثورات المضادة، مما تسبب في «سفك الدماء والدمار والمعاناة» في البلدين ودون نكران ما قام به في حرب لبنان 2006، كما أدان الدور الإيراني فيما يحدث في بعض الدول العربية. 

هدد تنظيم أجناد الخلافة الذي يدعي أنه ينتمي لتنظيم الدولة الإسلامية (داعش) في 14 يوليو 2015 باغتيال رئيس الحركة راشد الغنوشي إلى جانب رئيس الدولة الباجي قائد السبسي وآخرين. 

قبل الثورة التونسية، كان هناك تقارب بين النهضة وحزب التحرير الذي يدعو إلى تطبيق الشريعة الإسلامية، ورافع عدة محامون ينتمون لحركة النهضة على مساجين حزب التحرير في فترتي بورقيبة وبن علي، إلا أن هذا التقارب شهد فتورا وتباعدت وجهات الرأي بعد الثورة، إذ أن حزب التحرير لم يكن يؤمن بالديمقراطية والدستور التونسي، الشيء الذي خالفته فيه حركة النهضة. تعتبر النهضة الديمقراطية واقعة تاريخية يمكن اتباعها للحكم بالتوفيق مع المقتضيات الدينية للمجتمع، بينما يعتبر حزب التحرير النظام الوحيد الذي يمكن إقامته هو الخلافة الإسلامية. ويقول حزب التحرير أن النهضة حادت عن المبادئ الجوهرية للإسلام، ولكن يؤكد أنها لن تحيد عن الهوية الإسلامية. النهضة لم توجه للتحرير دعوة للمشاركة في مؤتمرها العاشر في مايو 2016 بسبب عدم «إيمانه بقيم الديمقراطية والجمهورية والدستور» حسب قول القيادي فيها نور الدين البحيري، بينما رد الناطق الرسمي باسم حزب التحرير رضا بالحاج على البحيري قائلا له أن النهضة غيرت خطابها الذي بدأت به وتريد التخلي عن صفتها الإسلامية والتنكر للأحكام الشرعية والأخوية وللمشروع الرابط بينهما. 

يعتبر الغنوشي المفكر حسن الترابي شخصية ذات أبعاد كثيرة تستحق الدراسة، باعتباره «قائدا سياسيا من جهة، ومجددا في أصول الفقه والفكر السياسي من جهة أخرى».

### النهضة والإخوان
الحركة لم تعلن نفسها في بيانها التأسيسي أنها مرتبطة بالإخوان ولم تنف ذلك أيضا. تقول بعض المصادر أن الحركة قامت على منهج وفكر الإخوان المسلمين لكن الصحفي صلاح الدين الجورشي يذكر أن رئيس الحركة راشد الغنوشي يعتبر حركة الإخوان حليف ولكنها ليست مرجعية. كما تصنفها مصادر على إنها إخوان تونس، كما أن رئيس الحركة ومؤسسها راشد الغنوشي عضو مكتب الإرشاد العالمي لجماعة الإخوان المسلمين. 

ذكر نائب رئيس الحركة وأحد مؤسسيها عبد الفتاح مورو أن النهضة استمدت في بداياتها في أواخر الستينات توجهاتها من الفكر الإخواني السائد آنذاك، ولكنها قطعت معه في 1978 لاختلاف الوضع بين تونس ومصر.
قال رئيس حركة النهضة راشد الغنوشي:

بعد انقلاب 2013 في مصر، عبرت النهضة ورئيسا الغنوشي عن تنديدها الكبير بعزل الرئيس محمد مرسي ووصفت ما وقع في مصر بالانقلاب، وقالت أن الشرعية في مصر واحدة يمثلها مرسي. ورفض الغنوشي في كلمة له في معهد السلام الأمريكي في 28 أكتوبر 2015 وصف الإخوان المسلمين بالإرهاب، وقال أنهم يرفضون بأي شكل اللجوء إلى العنف. بينما أضاف في برنامج في العمق على قناة الجزيرة أنه لن يكون في استقبال قائد الانقلاب في مصر عبد الفتاح السيسي إذا زار تونس. 

ذكر كل من النائب عن النهضة محسن السوداني والقيادي في الحركة جلال الورغي في 26 مايو 2016 أن النهضة «تفتخر بعلاقاتها بالإخوان المسلمين» وأن لديها «روابط فكرية وثقافية» معهم. 

وجه الداعية المصري وجدي غنيم المقرب من تنظيم الإخوان المسلمين انتقادا للغنوشي بسبب تهنئته لحزب نداء تونس بفوزه في الانتخابات التشريعية التونسية 2014، وقال أنه من المؤسف أن يهنئ الغنوشي السبسي بفوز حزبه، متسائلا «هل هناك مسلم يهنئ كافرا على أن الكفر انتصر على الإسلام».

## العلاقات مع بقية المكونات السياسية
قبل الثورة التونسية، كانت الحركة تعمل جنبا إلى جنب مع أغلب المكونات السياسية والحقوقية المعارضة لنظام الرئيس زين العابدين بن علي، سواءً كانوا يساريين أو علمانيين أو محافظين، وشاركت في 2005 في تأسيس هيئة 18 أكتوبر للحقوق والحريات التي ضمت مختلف التيارات المعارضة لبن علي. فترة النضال لم تشهد اختلافات بين الحركة وبقية المكونات السياسية التي تخالفها فكريا لعدم وجود مناخ ديمقراطي يسمح لهم بالتنافس بحرية. 

بعد الثورة التونسية في 2011، أصبحت الحياة السياسية في تونس تنعم بالحرية والمساواة، الشيء الذي جعل الأحزاب تدخل في مواجهات أيديولوجية وفكرية اعتمادا على البرامج والخلفيات الفكرية والسياسية. 

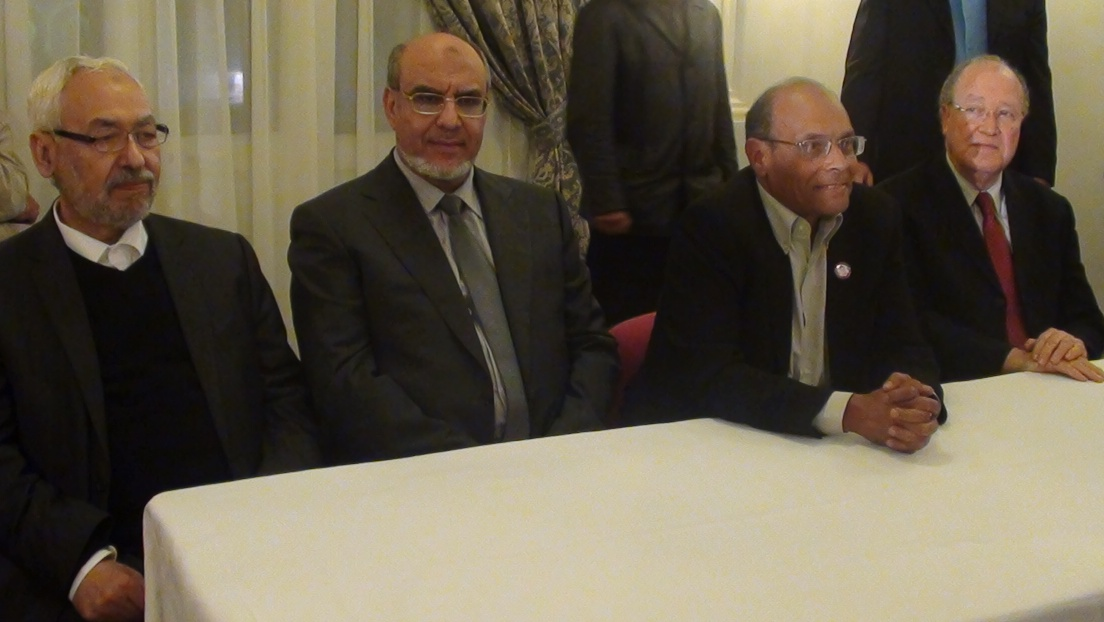
قادة تحالف الترويكا في 2011، من اليمين إلى اليسار: مصطفى بن جعفر (التكتل)، المنصف المرزوقي (المؤتمر)، حمادي الجبالي وراشد الغنوشي (النهضة).

لم تجد الحركة في البداية صعوبة في إيجاد حلفاء لها بعد فوزها بانتخابات المجلس الوطني التأسيسي التونسي 2011، وقامت بدعوة عدة أحزاب للتشارك في الحكم، ولم يستجب سوى المؤتمر من أجل الجمهورية ذو التوجه اليساري العلماني والتكتل الديمقراطي من أجل العمل والحريات ذو التوجه اليساري الاشتراكي، بينما رفضت بقية الأحزاب الحكم مع الحركة، ويعتبر المؤتمر والتكتل من رفاق النضال مع النهضة قبل الثورة. 

أثناء الحكم وبعده، أصبحت توجد عدة حركات رافضة ومعادية للنهضة، منها الجبهة الشعبية اليسارية والشيوعية، حيث يعتبرونها تتحمل المسؤولية السياسية وراء اغتيال المعارضين شكري بلعيد ومحمد البراهمي، بالرغم من أن الأبحاث بينت مسؤولية تنظيم أنصار الشريعة في هاته الاغتيالات. ولنفس الأسباب، رفضت الجبهة الشعبية دعوة حركة النهضة لحضور مؤتمرها العاشر في 20 مايو 2016. 

عند تأسيس نداء تونس وإلى ما قبل الانتخابات التشريعية التونسية 2014، كانت توجد خلافات كبيرة وحملات بين النهضة والنداء، حيث يقول بعض النهضويين أن نداء تونس يريد إرجاع رموز نظام بن علي للواجهة، فيما يصف مناصرو نداء تونس النهضة بأنها تريد «أسلمة وأخونة» الدولة ولها علاقات مشبوهة مع جهات متشددة، إلا أن هذه الخلافات إندثرت تماما بعد الانتخابات على إثر تحالف الحزبين في مجلس نواب الشعب وفي حكومة الحبيب الصيد. افتتحت منذها صفحة جديدة بين الجهتين، حيث تم دعوة راشد الغنوشي لمؤتمر النداء ولبى الدعوة وقدم كلمة لاقى فيها تصفيقا كبيرا في 10 يناير 2016، وقال «إن تونس كالطائر يحلق في السماء بجناحين هما النهضة والنداء، وإن حزب نداء تونس صنع توازنا في الحياة السياسية، وإن التوافق هو ما تحتاجه تونس اليوم». بعد ذلك دعت حركة النهضة رئيس الجمهورية التونسية الباجي قائد السبسي مؤسس نداء تونس لحضور مؤتمرها العاشر، وقام السبسي بتلبية الدعوة وقدم كلمة أمام ضيوف وأنصار النهضة، وشدد على «تطور حركة النهضة وسعييها لخدمة تونس ومصلحتها، وجهودها في دعم التوافق والمصالحة»، ولاقى كذلك ترحيبا كبيرا من عدة جهات داخل تونس وخارجها. 

أبدى القيادي في حزب التكتل محمد بنور في مايو 2016 قلقه من مصاريف المؤتمر العاشر للنهضة وقال إن على الدولة مراقبة تمويل الأحزاب، وطالب النهضة بتوضيح علاقاتها المتميزة مع تركيا والسعودية، مشددا في نفس الوقت أنه لا يحاول شيطنة النهضة. 

منذ مايو 2016، ظهرت عدة ملامح للخلاف الواقع بين حركة النهضة وحليفها الرئيس السابق المنصف المرزوقي وحزبه حراك تونس الإرادة، حيث رفض المرزوقي حضور المؤتمر العاشر للنهضة رغم تلقيه دعوة رسمية من الحزب، وقال أن حضوره سيكون «نفاقا»، وأضاف أن النهضة «خانته» عندما اختارت الحياد في الدور الثاني من الانتخابات الرئاسية التونسية 2014، «وخدعته» عندما لم يعلمه الغنوشي بما حصل في لقاء باريس في 2013.

## حركة النهضة في المجتمع

### الجريدة الرسمية والصحف
تمتلك حركة النهضة صحيفة رسمية ناطقة باسمها وهي جريدة الفجر، والتي صدر عددها الأول في تونس في 21 أبريل 1990. نجحت الصحيفة في نشر 24 عددا قبل حظرها في ديسمبر من نفس السنة من قبل نظام الرئيس زين العابدين بن علي الاستبدادي. بعد الثورة التونسية في 2011، عادت الصحيفة للعمل وبدأ نشاطها من جديد. تطمح الصحيفة حسبما تقول لأن تكون أداة إعلامية هادفة، تنقل الأخبار وتعكس هواجس الشارع التونسي وبصفة خاصة كل ما يتعلق بالحريات العامة والعدالة الاجتماعية. وهي تسعى للتعريف بحركة النهضة وأنشطتها السياسية عامة.
صحف أخرى
أصدرت حركة النهضة في فترات مختلفة من تاريخها عدة صحف للتعبير عن آرائها وأطروحاتها ومواقفها، مثل:
- الحبيب: جريدة أسبوعية صدرت خلال سنتي 1980 و1981، ونشرت 6 أعداد، اثنان منهما أشرفت الحركة عليهما، وهما العددان الصادران في 16 يناير و14 أغسطس 1981.
- المتوسط: جريدة أسبوعية ثم نصف شهرية، صدر الجزء الأكبر منها في فرنسا وبعضها في كندا، نشر عددها التجريبي في 24 ديسمبر 1992 وتواصلت في 1993.
- Tunisia insight: صحيفة إخبارية وتحليلية شهرية، صدرت باللغة الإنجليزية في بريطانيا في 1997.
- الفجر: طبعت عدة مرات في المهجر كمحاولة لتواصل جريدة الفجر الأم.

نشريات
أصدرت الحركة العديد من النشريات الداخلية والخارجية منذ تأسيسها، وإلى جانب نشريات ذكرى التأسيس السنوية، تم نشر ما يلي:
- من أجل غد المستضعفين في الحرية والعدالة: نشرت سنة 1984، وتحتوي على ترجمة فرنسية للبيان التأسيسي لحركة الاتجاه الإسلامي وتقريرا بالفرنسية للندوة السنوية التي أعلنت عنها بما في ذلك الأسئلة والأجوبة التي طرحت في الندوة.
- النشرة: نشرية داخلية صدرت سنة 1987 تعرف بمواقف حركة النهضة وتسلط الضوء على ما تتعرض له وتحرك وتنظم بها التحركات على أرض الواقع.
- أنباء تونسية: نشرية إخبارية موجهة للعموم صدرت في التسعينات، تنشر بيانات الحركة وتنقل أخبار معتقليها ومحاكماتهم.
- أصداء المحاكمة: نشرية إخبارية موجهة للعموم، صدر عددها الأول في 10 يوليو 1992، وترصد محاكمات الإسلاميين في البلاد، وبيانات في هذا الصدد.
- تونس الشهيدة: نشرية إخبارية نصف شهرية، صدر عددها الأول في 1 أبريل 1994 في بريطانيا.
- أصداؤنا: نشرية داخلية صدرت بعد الثورة في 2011، للتعريف بخيارات الحركة ومنجزاتها أثناء فترة حكومة حمادي الجبالي وحكومة علي العريض.
- تواصل: نشرية داخلية إخبارية وفكرية موجهة لهياكل الحركة، بدأت في 2018.

### المجلات والدوريات
أصدرت حركة الاتجاه الإسلامي وبعدها حركة النهضة عدة مجلات ودوريات تعبر عن آراء الحركة وأطروحاتها ومواقفها، مثل:
- المعرفة: كانت المنبر الفعلي لحركة الاتجاه الإسلامي، وكانت تصدر شهريا بين 1972 و1979.
- المجتمع: مجلة سياسية صدرت في 1979 في تونس.
- الإنسان: مجلة فكرية ثقافية تصدر كل شهرين، نشرت في فرنسا ابتداءً من مارس 1990.
- المراسلة: دورية سياسية فكرية، صدرت في التسعينات في بريطانيا.

### في الإعلام
بثت القناة الفرنسية الألمانية أرتيو (Arte) في 4 نوفمبر 2014 فيلما وثائقيا بمدة 70 دقيقة حول تاريخ الحركة بعنوان «النهضة: قصة تونسية» (Ennahdha - Une histoire tunisienne). 

بين 29 مارس و19 يوليو 2015، وفي 17 جزء (جزء أي ساعة أسبوعيا)، روى عبد الفتاح مورو أحد مؤسسي النهضة تاريخ الحركة من منضوره وذلك في برنامج شاهد على العصر للصحفي أحمد منصور وذلك على قناة الجزيرة. 

بين 22 مارس و12 أبريل 2016، عرضت قناة الميادين في برنامج «إسلاميون...وبعد» حوارا مع القيادي في الحركة عبد اللطيف المكي في أربعة أجزاء روى فيه تاريخ الحركة منذ نشأتها.

### في السينما
أصدرت عدة أفلام وثائقية حول الحركة الإسلامية في تونس من قبل المخرج المنصف بربوش:
| - 2014: صراع. - 2012: الصابرون. - 1992: محاكمة تونس. | - 1987: تونس 87. - 1987: الشهادة. - 1985: أليس الصبح بقريب. |

### مؤسسات قريبة
تعتبر قناة الزيتونة قريبة من الحركة إذ أن مؤسسها هو أسامة بن سالم، ابن القيادي في الحركة المنصف بن سالم. كذلك من جهتها قناة المتوسط كان مديرها السابق هو نور الدين عويديدي العضو في حركة النهضة، وأيضا مدير قناة شبكة تونس الإخبارية جمال الدلالي ينتمي للحركة. 

رضوان المصمودي، أحد مديري مركز دراسة الإسلام والديمقراطية الذي يقع مقره الرئيس في واشنطن، كان ناشطا إسلاميا وقريبا من الحركة. 

القيادي في الحركة رفيق عبد السلام، الذي هو أيضا صهر راشد الغنوشي، أسس في 2015، مركز الدراسات الإستراتيجية والدبلوماسية الذي يقع مقراه الرئيسيين في لندن وتونس العاصمة وهو مديره العام. 

أسس أربعة وزراء ينتمون للنهضة بعد خروجهم من الحكم في 2014 شركة للاستشارات الاقتصادية والدراسات يحمل اسم «PROCONSULT»، وهم رضا السعيدي ومحمد سلمان والحبيب الجملي وسليم بسباس. 

في 2013، تم انتخاب عبد المجيد الزار كرئيس الاتحاد التونسي للفلاحة والصيد البحري، بينما هو عضو في النهضة وعضو في مجلس شوراها، الذي استقال منه ليتسنى له الترشح لرئاسة هذا الاتحاد. 

عند تأسيس مؤسسة الياسمين للبحث والتواصل في 2013، كانت مديرتها العامة انتصار الغنوشي، ابنة راشد الغنوشي رئيس حركة النهضة. 

رجل الأعمال محمد الفريخة وصاحب شركة طيران سيفاكس أيرلاينز فاز بمقعد عن حركة النهضة فالانتخابات التشريعية التونسية 2014، ونفس الشيء بالنسبة لرجل الأعمال سامي الفطناسي الذي كان عضوا في المكتب التنفيذي للاتحاد التونسي للصناعة والتجارة والصناعات التقليدية.

## الأداء الانتخابي
في ما يلي، النتائج الانتخابية لحركة النهضة الأخيرة حسب نوعها.

### التشريعية
| تاريخ الانتخابات       | عدد الأصوات            | نسبة الأصوات           | عدد المقاعد            | الرتبة                 | النتيجة                                                               |
| المجلس الوطني التأسيسي | المجلس الوطني التأسيسي | المجلس الوطني التأسيسي | المجلس الوطني التأسيسي | المجلس الوطني التأسيسي | المجلس الوطني التأسيسي                                                |
| ---------------------- | ---------------------- | ---------------------- | ---------------------- | ---------------------- | --------------------------------------------------------------------- |
| 2011                   | 1,501,320              | 37.04%                 | 89 / 217               | الأولى                 | ضمن الائتلاف الحاكم الترويكا: الجبالي (2011-2013) والعريض (2013-2014) |
| مجلس نواب الشعب        |                        |                        |                        |                        |                                                                       |
| 2014                   | 947,014                | 27.29%                 | 69 / 217               | الثانية                | ضمن الائتلاف الحاكم: الصيد (2015-2016) والشاهد (2016-2020)            |
| 2019                   | 561,132                | 19.63%                 | 52 / 217               | الأولى                 | ضمن الائتلاف الحاكم: الفخفاخ (2020)                                   |
| 2022                   | قاطعت الانتخابات       | قاطعت الانتخابات       | قاطعت الانتخابات       | قاطعت الانتخابات       | قاطعت الانتخابات                                                      |

### الرئاسية
| تاريخ الانتخابات        | المرشح                  | عدد الأصوات             | نسبة الأصوات            | النتيجة                                         |
| رئيس الجمهورية التونسية | رئيس الجمهورية التونسية | رئيس الجمهورية التونسية | رئيس الجمهورية التونسية | رئيس الجمهورية التونسية                         |
| ----------------------- | ----------------------- | ----------------------- | ----------------------- | ----------------------------------------------- |
| 2014                    | لم تشارك                | لم تشارك                | لم تشارك                | لم تشارك                                        |
| 2019                    | عبد الفتاح مورو         | 530 440                 | 12.88%                  | المرتبة الثالثة (دعمت قيس سعيد في الدور الثاني) |

### البلدية
| تاريخ الانتخابات         | عدد الأصوات              | نسبة الأصوات             | عدد المقاعد              | رؤساء البلديات (العُمَد)   | النتيجة                  |
| المجالس البلدية التونسية | المجالس البلدية التونسية | المجالس البلدية التونسية | المجالس البلدية التونسية | المجالس البلدية التونسية | المجالس البلدية التونسية |
| ------------------------ | ------------------------ | ------------------------ | ------------------------ | ------------------------ | ------------------------ |
| 2018                     | 234 517                  | 28.64%                   | 2٬139 / 7٬212            | 131 / 350                | المرتبة الأولى وطنيا.    |

### المحلية
| تاريخ الانتخابات         | عدد الأصوات              | نسبة الأصوات             | عدد المقاعد              |
| المجالس الجهوية التونسية | المجالس الجهوية التونسية | المجالس الجهوية التونسية | المجالس الجهوية التونسية |
| ------------------------ | ------------------------ | ------------------------ | ------------------------ |
| 2023                     | قاطعت الانتخابات         | قاطعت الانتخابات         | قاطعت الانتخابات         |

## الشعارات

شعار حركة النهضة القديم حتى الثورة التونسية في 2011.
الشعار الرسمي الحالي للحركة.
الشعار الرسمي الحالي للحركة.
الشعار الرسمي الحالي للحركة في فرنسا.
الشعار الرسمي الحالي للحركة في ألمانيا.